# ブリュメール18日のクーデター
ブリュメール18日のクーデター（ブリュメール18にちのクーデター、フランス語: 18 Brumaire）は、1799年11月9日（共和暦8年ブリュメール（霧月）18日）、ナポレオン・ボナパルトらが総裁政府を打倒した軍事クーデターのこと。総裁政府を打倒したクーデター派は統領政府を樹立、ナポレオンが第1コンスルとなった。

## 概要
テルミドール9日のクーデターによって、総裁政府の実権を握ったエマニュエル＝ジョゼフ・シエイエスは政局を安定させるべく、強力な政府を求め憲法の改正を考えていた。憲法改正を支持する元老会を通過させることはできても、憲法擁護派の多い五百人会を説得するのは無理と思い、エジプト遠征から帰還したばかりのナポレオンを利用した軍事クーデターを画策した。
このことからわかるように、そもそもナポレオンはクーデターを成功させる剣の役割でしかなかった。ナポレオン自身も「シエイエスらが首謀しただけで、私は手先に過ぎず、主役ではなかった。ただ果実だけは頂いた」と述懐している。ナポレオンの役割は当初は受け身であって、首謀者ではなかった。それでもナポレオン自身にはエジプト遠征での敵前逃亡罪の嫌疑がかかっており、クーデターを起こすことは、自明の理であった。
シエイエスらが統領として職務に入るとき、議長を誰とするか諮ったおりに、民衆の人気と武力を背景に持つナポレオンがいち早く買って出たのである。こうして第1コンスルとなってシエイエスらを抑えたナポレオンは5年後の1804年に帝政を敷き、ナポレオン1世として皇帝に即位した。